# Gregor Breinburg
Gregor Flanegin Breinburg (Arnhem, 16 settembre 1991) è un calciatore olandese, centrocampista dell'Elsweide e della nazionale arubana.

## Carriera

### Club
Debutta in assoluto in KNVB beker il 27 ottobre 2009 nella vittoria per 1-0 contro lo Zwolle dopo i tempi supplementari, subentrando al 105' a Sjoerd Overgoor.
Debutta in Eredivisie il 4 marzo 2011 nella vittoria interna per 2-1 contro il Willem II, subentrando all'86 a Geoffry Hairemans.
Debutta, dal primo minuto, il 19 marzo 2011 nella sconfitta esterna 1-0 contro il N.E.C., venendo sostituito al 71' da Lion Kaak.

### Nazionale
Nel 2015 ha esordito nella nazionale di Aruba.

## Statistiche

### Presenze e reti nei club
Statistiche aggiornate al 13 gennaio 2022.
| Stagione             | Squadra              | Campionato           | Campionato | Campionato | Coppe nazionali | Coppe nazionali | Coppe nazionali | Coppe continentali | Coppe continentali | Coppe continentali | Altre coppe | Altre coppe | Altre coppe | Totale | Totale | Totale |
| Stagione             | Squadra              | Comp                 | Pres       | Reti       | Comp            | Pres            | Reti            | Comp               | Pres               | Reti               | Comp        | Pres        | Reti        | Pres   | Reti   |        |
| -------------------- | -------------------- | -------------------- | ---------- | ---------- | --------------- | --------------- | --------------- | ------------------ | ------------------ | ------------------ | ----------- | ----------- | ----------- | ------ | ------ | ------ |
| 2009-2010            | De Graafschap        | EED                  | 0          | 0          | CO              | 2               | 0               | -                  | -                  | -                  | -           | -           | -           | 2      | 0      |        |
| 2010-2011            | De Graafschap        | ED                   | 7          | 0          | CO              | 1               | 0               | -                  | -                  | -                  | -           | -           | -           | 8      | 0      |        |
| 2011-2012            | De Graafschap        | ED                   | 25         | 0          | CO              | 2               | 0               | -                  | -                  | -                  | -           | -           | -           | 27     | 0      |        |
| 2012-2013            | De Graafschap        | EED                  | 27+4       | 0          | CO              | 1               | 0               | -                  | -                  | -                  | -           | -           | -           | 32     | 0      |        |
| 2013-2014            | De Graafschap        | ED                   | 33+4       | 0          | CO              | 0               | 0               | -                  | -                  | -                  | -           | -           | -           | 37     | 0      |        |
| 2014-2015            | N.E.C.               | EED                  | 30         | 0          | CO              | 3               | 0               | -                  | -                  | -                  | -           | -           | -           | 33     | 0      |        |
| 2015-2016            | N.E.C.               | ED                   | 30         | 0          | CO              | 3               | 2               | -                  | -                  | -                  | -           | -           | -           | 33     | 2      |        |
| 2016-2017            | N.E.C.               | ED                   | 33+4       | 2+2        | CO              | 1               | 1               | -                  | -                  | -                  | -           | -           | -           | 38     | 5      |        |
| 2017-2018            | N.E.C.               | EED                  | 36+2       | 1+0        | CO              | 2               | 0               | -                  | -                  | -                  | -           | -           | -           | 40     | 1      |        |
| Totale N.E.C.        | Totale N.E.C.        | Totale N.E.C.        | 129+6      | 3+2        |                 | 9               | 3               |                    | -                  | -                  |             | -           | -           | 144    | 8      |        |
| 2018-2019            | Sparta Rotterdam     | EED                  | 19+0       | 0          | CO              | 1               | 0               | -                  | -                  | -                  | -           | -           | -           | 20     | 0      |        |
| 2019-2020            | De Graafschap        | EED                  | 24         | 2          | CO              | 1               | 0               | -                  | -                  | -                  | -           | -           | -           | 25     | 2      |        |
| Totale De Graafschap | Totale De Graafschap | Totale De Graafschap | 116+8      | 2+0        |                 | 7               | 0               |                    | -                  | -                  |             | -           | -           | 131    | 2      |        |
| 2021-2022            | ADO Den Haag         | EED                  | 13         | 0          | CO              | 0               | 0               | -                  | -                  | -                  | -           | -           | -           | 13     | 0      |        |
| Totale carriera      | Totale carriera      | Totale carriera      | 291        | 7          |                 | 17              | 3               |                    | -                  | -                  |             | -           | -           | 308    | 10     |        |

## Palmarès

### Club

#### Competizioni nazionali
- Eerste Divisie: 2

De Graafschap: 2009-2010
N.E.C.: 2014-2015